# Priya
Priya (प्रिय) ist die Bezeichnung für „Liebe“ oder „Geliebte“ im Sanskrit. Als Kurzform von Priyanka ist es zudem ein verbreiteter männlicher und weiblicher Vorname in Indien und Nepal (Priyā weiblich und Priya männlich).

## Namensträger

### Vorname
- Priya Basil (* 1977), britische Autorin
- Priya Blackburn (* 1997), eine britische Schauspielerin
- Priya Cooper (* 1974), australische Schwimmerin
- Priya Anjali Rai (* 1977), US-amerikanische Pornodarstellerin

### Familienname
- P. K. Priya (* 1988), indische Leichtathletin

### Pseudonym
- Devi Priya (1951–2020), Telugu-Dichter und Journalist